# Macroglossum pullius
Macroglossum pullius är en fjärilsart som beskrevs av Jordan 1930. Macroglossum pullius ingår i släktet Macroglossum och familjen svärmare. Inga underarter finns listade i Catalogue of Life.